# Wydział Nauk Geograficznych Uniwersytetu Kazimierza Wielkiego w Bydgoszczy
Wydział Nauk Geograficznych Uniwersytetu Kazimierza Wielkiego w Bydgoszczy – jeden z 17 wydziałów Uniwersytetu Kazimierza Wielkiego w Bydgoszczy.

## Historia
Instytut Geografii powstał w wyniku przekształcenia z istniejącej Katedry Geografii w roku 2001. Od roku akademickiego 2019/2020 Instytut jest jedną z jednostek organizacyjnych Kolegium III. Od roku akademickiego 2022/2023, zarządzeniem Rektora UKW, Instytut funkcjonuje jako Wydział Nauk Geograficznych.

## Kierunki kształcenia

### Studia I stopnia
Dostępne kierunki:
- Geografia
- Rewitalizacja dróg wodnych
- Turystyka i rekreacja

### Studia II stopnia
Dostępne kierunki:
- Geografia
- Turystyka i rekreacja

## Struktura organizacyjna
| Jednostka                                            | Kierownik                           |
| ---------------------------------------------------- | ----------------------------------- |
| Katedra Geografii Krajobrazu                         | dr hab. Halina Kaczmarek, prof. UKW |
| Katedra Geografii Społeczno-Ekonomicznej i Turystyki | dr hab. Anna Dłużewska, prof. UKW   |
| Katedra Przemian Środowiska i Geochemii              | dr hab. Danuta Szumińska, prof. UKW |
| Katedra Rewitalizacji Dróg Wodnych                   | dr Michał Habel, prof. UKW          |
| Zakład Dydaktyki WNG                                 | dr Dawid Szatten                    |

## Władze Wydziału
Od roku akademickiego 2022/2023:
| Stanowisko                 | Imię i nazwisko                       |
| -------------------------- | ------------------------------------- |
| Dziekan                    | dr hab. Zbigniew Podgórski, prof. UKW |
| Prodziekan ds. kształcenia | dr Dawid Szatten                      |